# 大場勲
大場 勲（おおば いさお、1941年3月10日 - ）は日本のプロゴルファー。

## 来歴
1973年は全日空札幌オープンで島田幸作・青木功と並んでの10位タイに入り、日本のプロ競技で初めて行われたチャリティートーナメント「ソニーチャリティークラシック」では初日に11番でホールインワンを達成。2日目には吉川一雄と共に浮上し、初日の1番でホールインワンを達成していた杉本英世、コースレコード64で首位スタートながら2オーバーを叩いた森憲二、初日3位タイの内田久寿雄と並んでの7位タイに着ける。最終日は32.5度の炎天下で苦しいゴルフとなったが、アメリカPGAツアーの強豪であるレイモンド・フロイド、ミラー・バーバーや青木・杉原輝雄らを抑え、6アンダー66で前日の12位から一気に田中文雄の2位まで浮上。
その後の第1回BVD杯フジサンケイトーナメントではグラハム・マーシュ（オーストラリア）と共に猛暑の初日にコースレコードタイの68をマークし、2日目には64で山本善隆と並んでの3位タイに着けた。3日目には無難にまとめて橘田規・竹安孝博・マーシュと並んでの2位タイに着け、最終日には島田と並んでの8位タイに入った。
関西プロでは川上実と並んでの6位タイに入り、ゴルフダイジェストトーナメントでは同年2度目のホールインワンを達成し、ダンロップフェニックストーナメントの前身に当たる「全日空フェニックストーナメント」では村上隆・竹安と並んでの6位タイに入った。
1974年のスポーツ振興インターナショナルでは2日目に郭吉雄（中華民国）・宮本省三・今井昌雪と並んでの3位タイに着け、最終日には関水利晃と並んでの4位タイに入った。
1974年の静岡オープンでは謝永郁（中華民国）・橘田と並んでの6位タイ、1975年のスポーツ振興インターナショナルでは島田・山本善と並んでの7位タイに入った。
1975年の中部オープンでは3日目に鈴村久・陳健振（中華民国）と並んでの3位タイに浮上し、最終日には69をマークして首位の野口英雄に並ぶが、プレーオフの末に2位 に終わる。
1976年には中部オープンでは鈴村照男と共に陳健・鈴木豊と並んでの3位タイ、関西プロでは初日に67、最終日には64をマークして能田征二と並んでの3位タイに入り、日本プロでは初日を村上隆・新井規矩雄・金本章生・村上渉・陳健・原克己・大嶋正春・寺本一郎・吉武恵治・宮本省・榎本七郎・菊地勝司・渡辺由己と共に2アンダー68の8位タイでスタートした。
1976年のダンロップフェニックスでは2日目の3番で4番アイアンをうまく手前に落とし転がって入り、試合では3年ぶり3度目のホールインワンを達成。3番ホールは通算13回とフェニックスカントリークラブの4つあるパー3ホールの中で最も多くのホールインワンが記録されているが、初めてのホールインワンを記録したのが大場であった。
1978年には札幌とうきゅうオープンで3日目に山田健一・中村通と並んでの5位タイに着け、中部オープンでは井上幸一・鈴村久・石井秀夫・内田繁・石井裕士・野口に次ぐと同時に豊田明夫と並んでの10位タイに入り、第1回富山県オープンで優勝。
1979年には阿蘇ナショナルパークオープンで野口茂と並んでの4位タイ、関西プロで入江勉・出口栄太郎と共に中村通・宮本康弘・内田・鈴木規夫・山本・井上・吉川・石井に次ぐ9位タイに入った。

## 主な優勝
- 1978年 - 富山県オープン